# 劉得寬
劉得寬（1516年—？），字幼平，號登山，山西平陽府解州安邑縣人，竈籍，明朝政治人物。

## 生平
嘉靖三十一年（1552年）壬子科山西鄉試第四十五名舉人。嘉靖三十二年（1553年）中式癸丑科會試第四十名，三甲第二百六十七名進士。户部观政，授陕西涇陽知县，调伊阳县。升南刑部主事，历员外郎。隆慶元年（1567年）三月升河南佥事，颍州兵备，四年四月以不胜任罢归。

## 家族
曾祖劉藩；祖父劉淮；父劉栻，母張氏。兄劉從寬（举人）、劉惟寬。